# Tanjung Haloban
Tanjung Haloban is een bestuurslaag in het regentschap Labuhan Batu van de provincie Noord-Sumatra, Indonesië. Tanjung Haloban telt 4930 inwoners (volkstelling 2010).